# بوناپارتی.ال‌وی
بوناپارتی.ال‌وی (به انگلیسی: Bonaparti.lv) گروه موسیقی لتونیایی است.
آن ها در مسابقه آواز یوروویژن ۲۰۰۷ نماینده لتونی بودند.